# 후회 (2020년 영화)
후회(Regret)는 한국에서 제작된 이호철 감독의 2020년 드라마, 미스터리 영화이다. 정승욱 등이 주연으로 출연하였다.

## 출연

### 주연
- 정승욱
- 이수희
- 김민규
- 박지서

### 조연
- 황예빈
- 이지민
- 권정원

## 제작진
- 프로듀서: 안진주
- 제작PD: 이우림
- 촬영부: 황종욱
- 촬영부: 김혜원
- 조연출: 박경민
- 동시녹음: 최대성
- 믹싱: 신정목
- 믹싱: 이다인